# Ren de Svalbard

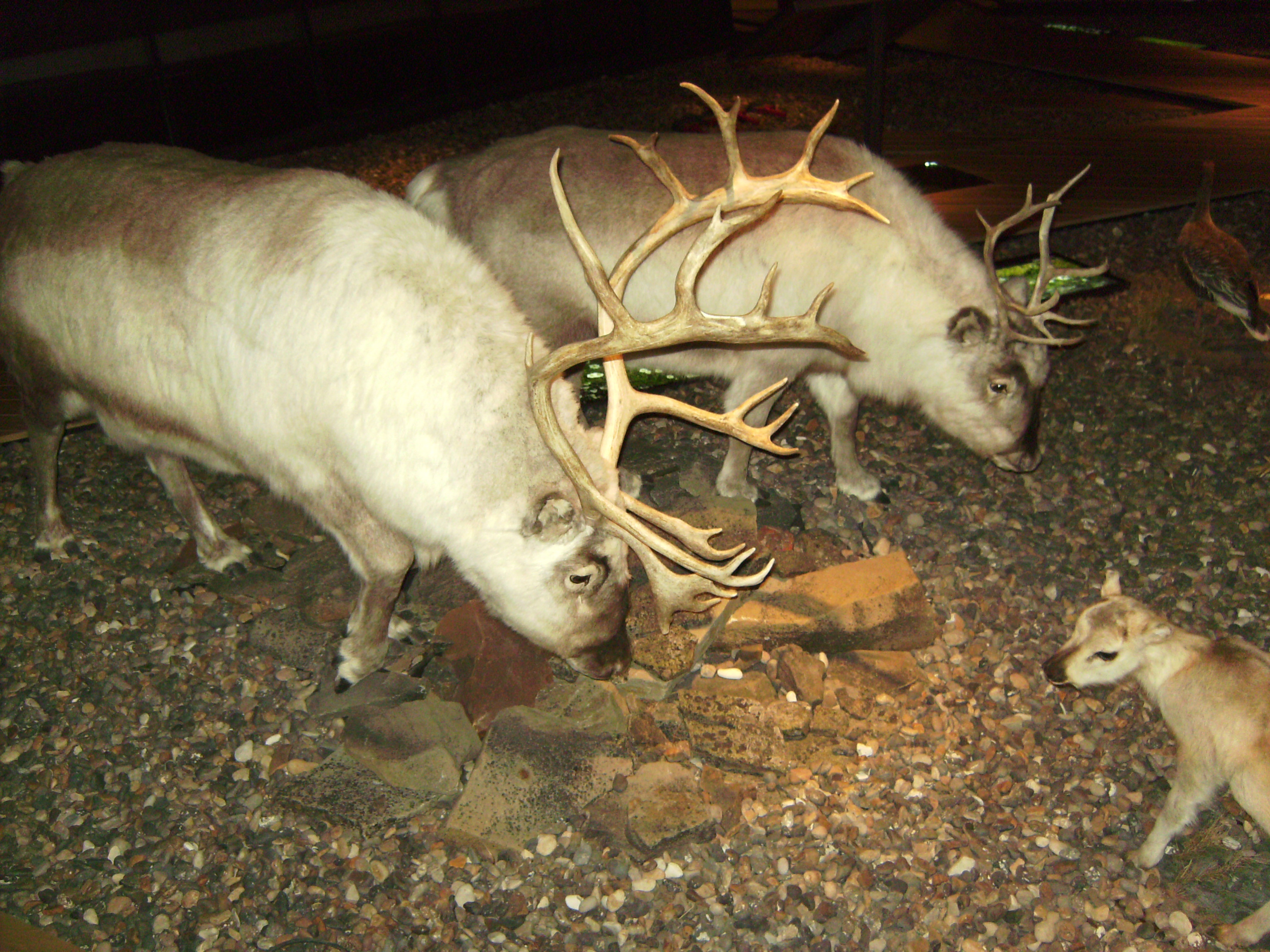
Rens adults dissecats amb un cadell al Museu de Longyearbyen, Svalbard

El ren de Svalbard (Rangifer tarandus platyrhynchus) és una subespècie de ren que es troba a l'arxipèlag àrtic de Svalbard a Noruega. Es tracta de la subespècie més petita de ren. Els mascles pesen 60 quilos al final de l'hivern i 90 quilos al final de l'estiu. Les femelles pesen en els mateixos períodes uns 40 i 60 quilos. Actualment n'hi ha uns 10.000 individus.
És una subespècie endèmica de Svalbard on hi viu des de fa com a mínim 5.000 anys, quan els seus avantpassats hi van arribar procedent de Groenlàndia o el Canadà.
Comparat amb altres subespècies de rens, està adaptat a la vegetació més pobra i el clima més dur de les Svalbard, però també a la manca de competidors i de predadors, sobretot a la manca de llops. Així, és més petit, amb les potes més curtes, acumula una major quantitat de greix i té una digestió més eficients. No migra i no forma ramats, cosa que redueix la competició pel menjar i porta a que tingui les banyes més petites.